# Бондарук Микола Петрович
Мико́ла Петро́вич Бондару́к (нар. 5 квітня 1991, Заріччя, Володимир-Волинський район, Волинська область, Українська РСР, СРСР — пом. 22 травня 2014, поблизу смт Ольгинка, Волноваський район, Донецька область, Україна) — солдат Збройних сил України, учасник російсько-української війни.

## Біографія
Народився Микола Бондарук 5 квітня 1991 року в селі Заріччя Володимир-Волинського району. У 2005 році закінчив 9 класів загальноосвітньої школи № 1 міста Володимир-Волинський, потім — Володимир-Волинський агротехнічний коледж. 2009 року був призваний на строкову військову службу, яку проходив у Львівській 80-й аеромобільній бригаді. Повернувшись з армії, працював електрослюсарем у Володимир-Волинській філії ПАТ «Волиньобленерго». Грав у двох футбольних командах: за Заріччя і за своє підприємство. У майбутньому Микола планував учитися далі, готувався вступати до вишу. Восени 2014-го збирався одружитися.
Призваний до Збройних сил за частковою мобілізацією 10 квітня 2014 року. Солдат, навідник 3-го механізованого батальйону 51-ї окремої механізованої бригади, м. Володимир-Волинський. З весни 2014 року брав участь в антитерористичній операції на сході України.
Разом із підрозділом у травні 2014 року ніс службу на блокпосту № 10 поблизу смт Ольгинка Волноваського району. Уранці між 4 та 6 годинами 22 травня 2014 року блокпост атакували проросійські сепаратисти «ДНР», які під'їхали на інкасаторських машинах, та почали несподіваний масований обстріл із вогнепальної зброї, у тому числі з кулеметів, мінометів, РПГ, ПЗРК. Внаслідок обстрілу здетонував боєкомплект в одній з бойових машин, що призвело до збільшення людських втрат. У цьому бою загинули 16 бійців 51-ї бригади. 14 жовтня в госпіталі від поранень помер 17-й боєць.
Удома в загиблого воїна залишились батьки Петро Віталійович і Оксана Вікторівна, старша сестра Наталя та наречена Ірина.
Похований 27 травня на кладовищі в рідному селі Заріччя.

## Нагороди та вшанування
4 червня 2015 року Указом Президента України разом із іншими бойовими побратимами, які загинули із Миколою Бондаруком у бою під Волновахою, за особисту мужність і високий професіоналізм, виявлені у захисті державного суверенітету та територіальної цілісності України, вірність військовій присязі, нагороджений медаллю «Захиснику Вітчизни».
20 травня 2015 року у холі першого поверху Володимир-Волинського агротехнічного коледжу урочисто відкрито дошку пам'яті Миколи Бондарука та ще одного випускника коледжу — Дмитра Колєснікова, який загинув під Пісками.
Для вшанування пам'яті загиблих працівників підприємства під час війни на сході України, а також працівників підприємства, які й далі захищають незалежність нашої держави, у фоє головного адміністративного корпусу ПАТ «Волиньобленерго» відкрито куточок пам'яті працівників підприємства Миколи Бондарука та Романа Лучука, а також куточок зі світлинами працівників підприємства, що повернулися з війни або й далі боронять Україну.
26 травня 2016 року на фасаді Володимир-Волинської ЗОШ № 1 урочисто відкрито меморіальну дошку пам'яті Миколи Бондарука, випускника цієї школи.